# Axel Plath
Axel James Roland Plath (* 31. Januar 1905 in Keinis, Insel Dagö, Estland, damals Russland; † 16. September 1962 in Petershagen, Weser) war ein deutschbaltischer Maler, Graphiker und Kunstlehrer.

## Leben
Axel Plath war der Sohn des Pastors Paul Plath (1865–1935) und dessen Ehefrau Cäcilie, geborene Boustedt (1870–1929). Er besuchte von 1918 bis 1925 die Domschule in Tallinn und studierte danach von 1925 bis 1929 Germanistik, Pädagogik, Philosophie und Kunstgeschichte an der Universität Tartu, 1930 legte er das Staatsexamen ab und wurde 1931 Mag. phil. Er war Mitglied der Estonia. Daneben absolvierte er eine künstlerische Ausbildung: 1922 bis 1924 besuchte er die Kunstschule von Anatoli Kaigorodow, 1925 die Kunstschule von M. Widmann in München und von 1926 bis 1928 die Kunstschule Pallas in Tartu (Malerei bei Ado Vabbe), wo er auch im Mai 1928 das Zeichenlehrerexamen ablegte. 1923 stellte er erstmals bei der Estnischen Kunstausstellung in Tallinn aus, im November 1924 wurde er Mitglied des Künstlerverbandes „Eesti Kunstnikkude Liit“.
Nach Ableistung des Militärdienstes war er ab Juni 1931 als Zeichen- und Deutschlehrer an der deutschen Oberrealschule in Tallinn tätig, daneben 1931/32 auch am Knaben-Kommerzgymnasium und 1931 bis 1935 am Jakob Westholm’schen Gymnasium in Tallinn. Seit 1931 schrieb er auch Kunstkritiken für die Revalsche Zeitung. Nach der Umsiedlung der Baltendeutschen aus Estland wurde er 1939 Lehrer an der Rechtstädtischen Mittelschule in Danzig und dann von 1940 bis 1943 Studienrat in Nackel/Westpreußen. 1943 bis 1945 leistete er Kriegsdienst und kam 1945 in amerikanische Gefangenschaft. Von 1945 bis 1948 war er als Kunstmaler in Elsfleth/Weser tätig, seit 1948 als Lehrer für Kunsterziehung, Turnen, Deutsch und Religion (Studienrat) an der Staatlichen Aufbauschule in Petershagen bei Minden.
Axel Plath malte Landschaften, Strand- und Städtebilder, dann vermehrt religiöse Motive sowie Porträts in Öl, Aquarell und Zeichnung.

## Gemälde (Auswahl)
- 1952 „Heimkehr des verlorenen Sohnes“, Gemeindesaal in Schlüsselburg, Kreis Minden
- 1957 „Ich will euch erquicken“, Altarbild der Dorfkapelle in Nordhemmern, Kreis Minden

## Veröffentlichungen
- Emil Musso: Väikese Viiu lugu. 3–8 aastastele lastele jutustanud E. Musso; A. Plath'i joonistused. 1923 (Kinderbuchillustrationen).
- Arthur Behrsing: Ri-ra-rin, Wir reisen nach Berlin! Lesebuch für das 1. Lehrjahr im Deutschen (als Fremdsprache). Buchschmuck und Illustrationen von Axel Plath. Songi, Werro 1929.
- Die bildende Kunst der Esten. In: Baltische Monatsschrift 1934, S. 417–426.
- Besprechung von Niels von Holst: Baltenland. In: Jahrbücher für Geschichte Osteuropas 3, 1938, S. 445–445.
- Trük, Nikolai. In: Hans Vollmer (Hrsg.): Allgemeines Lexikon der Bildenden Künstler von der Antike bis zur Gegenwart. Begründet von Ulrich Thieme und Felix Becker. Band 33: Theodotos–Urlaub. E. A. Seemann, Leipzig 1939, S. 450–451 (biblos.pk.edu.pl).